# 기예르모 코리아
기예르모 세바스티안 코리아(Guillermo Sebastián Coria, 1982년 1월 13일 ~ )는 아르헨티나의 은퇴한 프로 테니스 선수이다. 그의 이름은 아르헨티나의 테니스 영웅인 기예르모 빌라스의 이름을 따서 지어졌다. 엘 마고(El Mago)라는 애칭을 갖고 있으며, 이는 스페인어로 '마법사'를 뜻한다.
그는 2004년 세계 랭킹 3위까지 오르는 등 뛰어난 성적을 거두었으나, 2005년부터 심리적 요인으로 인해 서브를 할 때 정확한 타이밍에 타구하지 못하는 서비스 입스 증상을 겪으면서 랭킹이 점차 떨어지기 시작했다. 2006년에는 증상이 더욱 심해져 한 경기에서 30개가 넘는 더블 폴트를 범한 경우도 있었으며, 이로 인해 그 해 말에는 랭킹이 100위권 바깥으로 밀려났다. 여기에 팔꿈치 부상 등의 문제까지 겹쳐 2007년에는 잠정적으로 투어 활동을 중단하고 휴식기를 갖기도 했다. 2008년에 몇 개의 대회에 출전하여 녹슬지 않은 경기력을 보이기도 했으나, 예전과 같은 성적을 거두지는 못했다.
코리아는 2006년 이후로 그를 괴롭혔던 서비스 입스를 끝내 극복하지 못했다. 2009년 4월 28일 그는 “더이상 경기를 하고 싶지 않다” 고 밝히면서 프로 테니스계에서 은퇴했다.